# (500626) 2012 UE157
(500626) 2012 UE157 es un asteroide perteneciente al cinturón de asteroides, región del sistema solar que se encuentra entre las órbitas de Marte y Júpiter, descubierto el 3 de febrero de 2009 por el equipo del Spacewatch desde el Observatorio Nacional de Kitt Peak, Arizona, Estados Unidos.

## Designación y nombre
Designado provisionalmente como 2012 UE157. 

## Características orbitales
2012 UE157 está situado a una distancia media del Sol de 3,120 ua, pudiendo alejarse hasta 3,187 ua y acercarse hasta 3,053 ua. Su excentricidad es 0,021 y la inclinación orbital 9,449 grados. Emplea 2013,36 días en completar una órbita alrededor del Sol.

## Características físicas
La magnitud absoluta de 2012 UE157 es 16,2. 